# Mariana Sofia Pandeirada
Mariana Sofia Oliveira Pandeirada. () es una botánica, algóloga, taxónoma, fitogeógrafa, y profesora portuguesa nacida venezolana. Ha trabajado extensamente sobre la flora vascular de Portugal. Hermana de Carolina Pandeirada, bioquímica alimentar.

## Carrera
En 2014, obtuvo el M.Sc. en briología y geociencias, por la Universidad de Aveiro.
Es investigadora, y desarrollando actividades académicas en el Departamento de Biología y Geobiociencias, de la Universidad de Aveiro

## Algunas publicaciones
- niels Daugbjerg, toke Andreasen, elisabeth Happel, mariana sofia Pandeirada, gert Hansen, sandra c. Craveiro, antónio j. Calado, ojvind Moestrup. 2014. Studies on woloszynskioid dinoflagellates VII. Description of Borghiella andersenii sp. nov.: light and electron microscopy and phylogeny based on LSU rDNA. European Journal of Phycology 49 (4): 436 - 449, DOI: 10.1080/09670262.2014.969781

- mariana sofia Pandeirada, sandra c. Craveiro, n. Daugbjerg, ojvind Moestrup, a.j. Calado. 2014. Studies on woloszynskioid dinoﬂagellates. VI: description of Tovellia aveirensis sp. nov. (Dinophyceae), a new species of Tovelliaceae with spiny cysts. European Journal of Phycology 49: 230 – 243.

- ------------------------------, ------------------------, Antonio j. Calado. 2013. Freshwater dinoﬂagellates in Portugal (W Iberia): acritical checklist and new observations. Nova Hedwigia 97: 321 – 348.

- ------------------------------, ------------------------, -------------------. 2013. Freshwater dinoflagellates in Portugal (W Iberia): a critical checklist and new observations. Nova Hedwigia 97 (3–4): 321 – 348.

- sandra c. Craveiro, mariana sofia Pandeirada, n. Daugbjerg, ojvind Moestrup, a.j. Calado. 2013. Ultrastructure and phylogeny ofTheleodinium calcisporumgen. et sp. nov., a freshwater dinoflagellate that produces calcareous cysts. Phycologia 52: 488 – 507. DOI: 10:2216/13–152.1

- La abreviatura «Pandeir.» se emplea para indicar a Mariana Sofia Pandeirada como autoridad en la descripción y clasificación científica de los vegetales.[7]